# Фрумушань (комуна)
Фрумушань, Фрумушані (рум. Frumușani) — комуна у повіті Келераш в Румунії. До складу комуни входять такі села (дані про населення за 2002 рік):
- Орешть (274 особи)
- Пасеря (866 осіб)
- Педурішу (960 осіб)
- Постеварі (596 осіб)
- Піцигая (79 осіб)
- Фрумушань (2404 особи)

Комуна розташована на відстані 23 км на південний схід від Бухареста, 81 км на захід від Келераші.

## Населення
За даними перепису населення 2002 року у комуні проживали 5179 осіб.
Національний склад населення комуни:
| Національність   | Кількість осіб | Відсоток |
| ---------------- | -------------- | -------- |
| румуни           | 4025           | 77,7%    |
| цигани           | 1146           | 22,1%    |
| угорці           | 4              | 0,1%     |
| росіяни-липовани | 1              | < 0,1%   |
| турки            | 1              | < 0,1%   |
| серби            | 1              | < 0,1%   |

Рідною мовою назвали:
| Мова      | Кількість осіб | Відсоток |
| --------- | -------------- | -------- |
| румунська | 5176           | 99,9%    |
| угорська  | 1              | < 0,1%   |
| турецька  | 1              | < 0,1%   |

Склад населення комуни за віросповіданням:
| Релігія        | Кількість осіб | Відсоток |
| -------------- | -------------- | -------- |
| православні    | 5156           | 99,6%    |
| п'ятдесятники  | 12             | 0,2%     |
| греко-католики | 6              | 0,1%     |
| римо-католики  | 2              | < 0,1%   |
| мусульмани     | 2              | < 0,1%   |
| реформати      | 1              | < 0,1%   |